# Лободаш
Лободаш (рум. Lobodaș) — село у повіті Клуж в Румунії. Входить до складу комуни Плоскош.
Село розташоване на відстані 304 км на північний захід від Бухареста, 21 км на південний схід від Клуж-Напоки.

## Населення
За даними перепису населення 2002 року у селі проживали 48 осіб, з них 47 осіб (97,9%) румунів. Рідною мовою 47 осіб (97,9%) назвали румунську.